# حلقة نقاشية

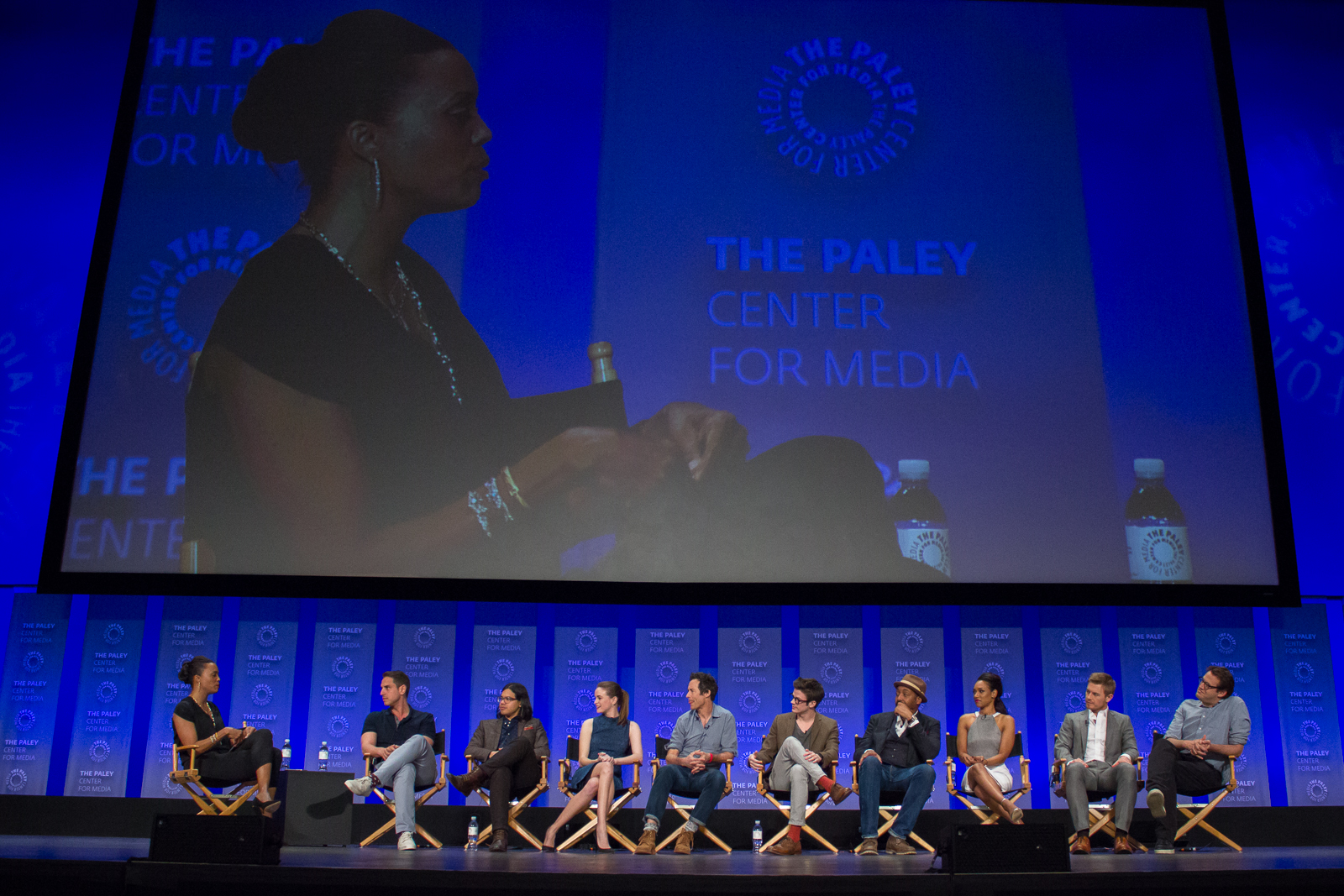
حلقة نقاشية مع فريق مسلسل البرق في 2015.

الحلقة النقاشية، هو تجمع مجموعة من الأشخاص لمناقشة موضوع ما أمام الجمهور، عادةً ما تُقام في المؤتمرات العلمية أو التجارية أو الأكاديمية وفي البرامج التلفزيونية. وعادةً ما يُديرها مُنظم للنقاش يوجه المناقشة ويثير أحيانًا أسئلة الجمهور.